# Kihelkonna
Kihelkonna (äldre tyska och svenska: Kielkond) är en ort (småköping, estniska: alevik) i Estland. Den hade 340 invånare år 2011 och var tidigare centralort i Kihelkonna kommun, som sedan 2017 uppgått i Ösels kommun.

## Geografi
Kihelkonna är beläget på ön Ösel, 33 km nordväst om residensstaden Kuressaare. Orten ligger på öns västkust ut mot Östersjön och vid viken Kihelkonna laht. Omedelbart sydväst om Kihelkonna ligger byn Rootsiküla, vars namn betyder svenskbyn på estniska och som visar att trakten i äldre tid beboddes av estlandssvenskar.[källa behövs] Från den närliggande halvön Papissaare poolsaar (äldre namn Papenholm) utgår färjorna till den västliga ön Vilsandi som ingår i Vilsandi nationalpark.
Runt Kihelkonna är det mycket glesbefolkat, med 3 invånare per kvadratkilometer. Närmaste större samhälle är Kärla, 12 km öster om Kihelkonna. I omgivningarna runt Kihelkonna växer i huvudsak blandskog.
Årsmedeltemperaturen i trakten är 4 °C. Den varmaste månaden är juli, då medeltemperaturen är 18 °C, och den kallaste är februari, med −8 °C.

## Kultur och sevärdheter

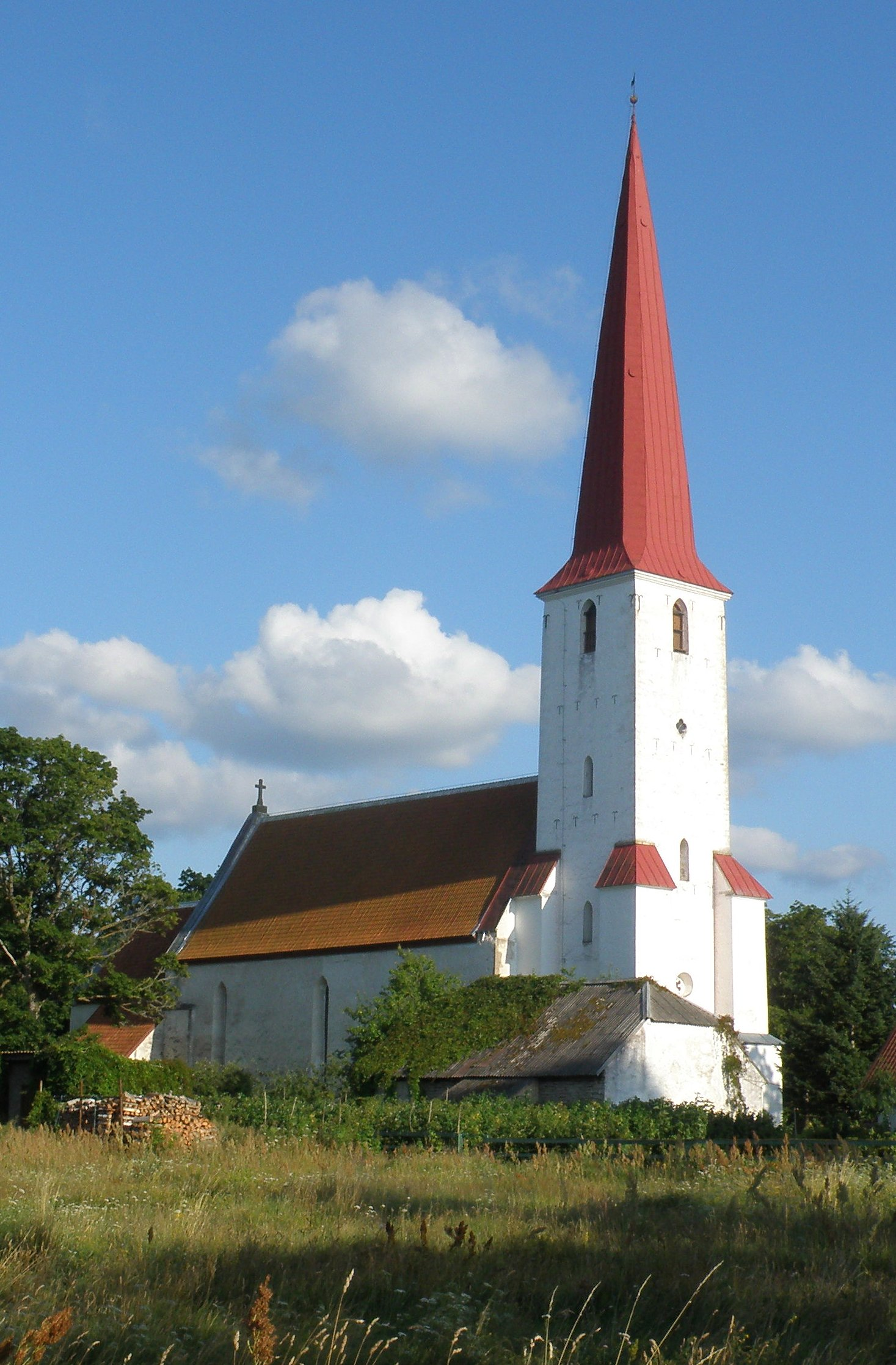
S:t Mikaelskyrkan (Mihkli kirik) från 1200-talets mitt.

- Vilsandi nationalpark ligger väster om Kihelkonna och är känd för sitt rika fågelliv.
- Sankt Mikaelskyrkan i Kihelkonna är en av de äldsta gotiska stenkyrkorna på Ösel, uppförd under mitten av 1200-talet. Kyrkan har idag en församling tillhörande Estlands evangelisk-lutherska kyrka.